# Lucy Doraine
Lucy Doraine (Budapest, 22 de maig de 1898 – Los Angeles, 14 d'octubre de 1989) fou una actriu de cinema hongaresa de l'era del cinema mut.
Nascuda Ilona Kovács a Budapest, actuà a 24 films entre 1918 i 1931. Va estar casada amb el director cinematogràfic Michael Curtiz des de 1918 fins a 1923. Va morir a Los Angeles, California, a l'edat de 91 anys.

## Filmografia
- A Napraforgós hölgy (1918)
- Jön az öcsém (1919)
- Die Dame mit dem schwarzen Handschuh (1919)
- Der Stern von Damaskus (1920)
- Die Gottesgeisel (1920)
- Miss Tutti Frutti (1921)
- Herzogin Satanella (1921)
- Frau Dorothys Bekenntnis (1921)
- Labyrinth des Grauens (1921)
- Sodom und Gomorrha (1922)
- Hunted Men (1924)
- Destiny (1925)
- The Prince and the Dancer (1926)
- Her Husband's Wife (1926)
- Alpine Tragedy (1927)
- Christina (1929)